# Fantapolitica

Carta politica immaginaria che illustra la situazione mondiale del 1984 di George Orwell

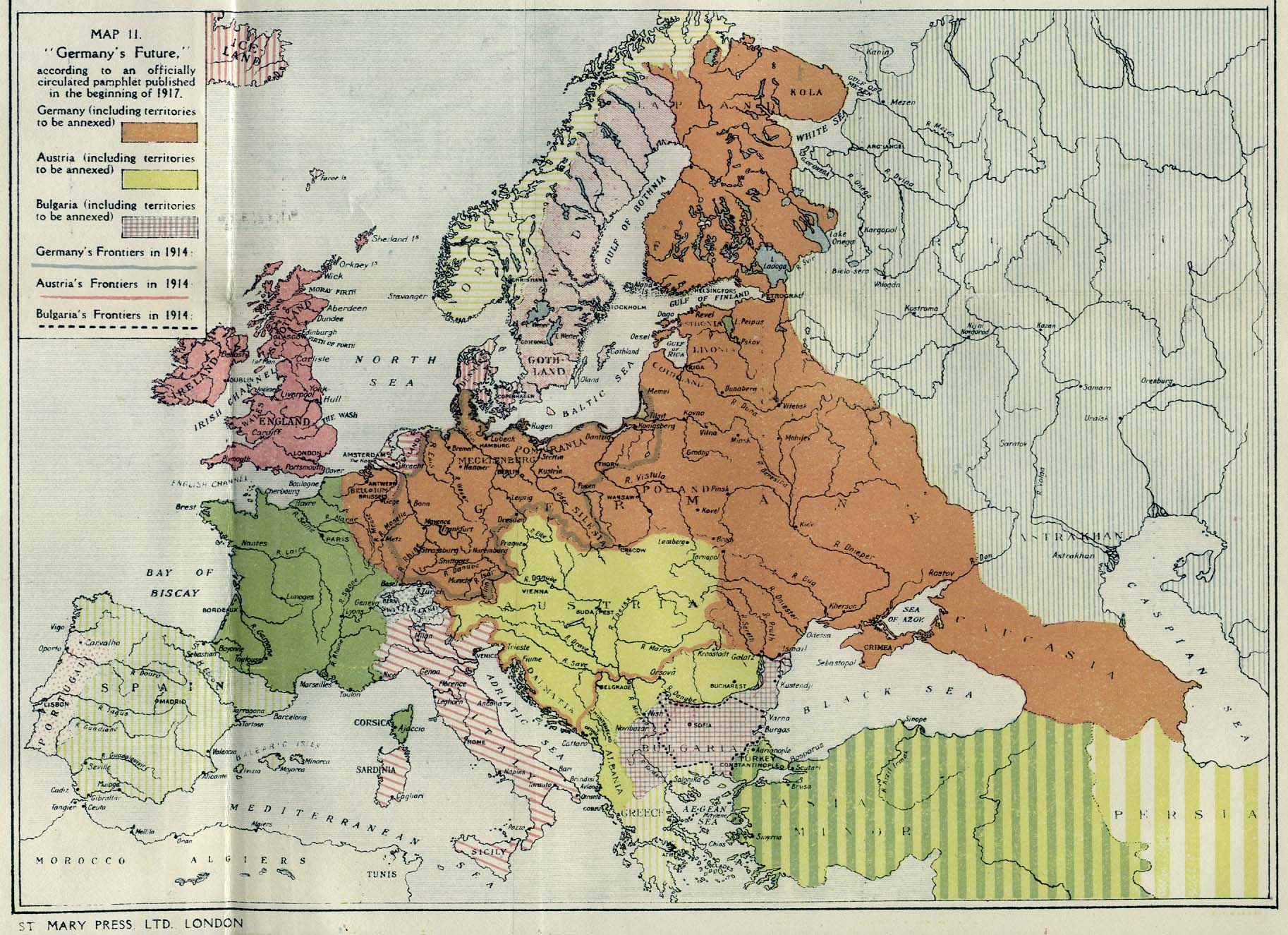
"Il futuro della Germania" secondo un pamphlet di propaganda ufficialmente distribuito dagli Alleati all'inizio del 1917. (pubbl. in The British Dominions Year Book 1918. Edward Salmon and James Worsfold. Londra: Eagle, Star and British Dominions Insurance Co.)

La fantapolitica è un filone narrativo che si concentra nel descrivere un sistema politico o una situazione politica ipotetici, ambientati spesso in un futuro prossimo o in un presente ucronico. Gli scrittori hanno frequentemente utilizzato la forma romanzata per commentare eventi, sistemi o teorie politiche, criticando direttamente la società del loro tempo o mettendo in scena una realtà alternativa, a volte fantastica.
Il termine italiano è una parola macedonia tra fantasia (o fantastico) e politica, con significato di "politica fantastica", analogamente alla parola fantascienza. Il termine e il relativo genere hanno avuto una notevole diffusione a partire dai primi anni sessanta. In ambito anglosassone è usata l'espressione political fiction.
La fantapolitica, nelle opere odierne di narrativa e cinema, è spesso assimilata a un sottogenere della fantascienza. Tali opere possono utilizzare riferimenti a un'ipotetica società del futuro o a fatti accaduti e persone esistenti, o descrivere l'evoluzione futura di una situazione politica presente. Non mancano tuttavia esempi, anche classici, di romanzi fantapolitici ambientati in un mondo immaginario, in cui si fa ampio ricorso all'allegoria o si attribuiscono a personaggi o popoli evidentemente inventati vizi e difetti che l'autore intende "mettere alla berlina", in genere a scopo satirico o moraleggiante.
Il filone fantapolitico si incrocia con quello dell'utopia quando descrive situazioni sociali e politiche idealisticamente desiderabili, e della distopia quando indesiderabili. Quando le vicende sono ambientate in un ipotetico passato, "alternativo" a quello conosciuto dalla storia, si parla di ucronìa.
Nell'Ottocento vi sono numerose opere che rientrano nei filoni della "letteratura d'invasione" e della "guerra futura", a partire dal romanzo La battaglia di Dorking (The Battle of Dorking) del 1871 di George Tomkyns Chesney, la storia di un'invasione che pone fine all'Impero britannico.
Tra le opere fantapolitiche di rilievo vi sono le distopie antitotalitarie della prima metà del Novecento, tra cui Il tallone di ferro (The Iron Heel, 1908) di Jack London, Qui non è possibile (It Can't Happen Here, 1935) di Sinclair Lewis e 1984 di George Orwell del 1948. Di uguale, se non maggiore, influenza, tuttavia vi erano già classici quali I viaggi di Gulliver (1726), Candido (1759) e La capanna dello zio Tom (1852).
In tempi più recenti, non va dimenticato il romanzo di Philip K. Dick La svastica sul sole, scritto nel 1961 e vincitore del Premio Hugo, in cui si immagina che Hitler abbia vinto la seconda guerra mondiale e gli Stati Uniti d'America siano divisi in due parti, l'una asservita ai giapponesi, l'altra ai nazisti. E neppure l'opera dello scrittore statunitense Cyril M. Kornbluth, vincitore del Premio Prometheus (Hall of Fame) nel 1986, che nel 1953 pubblicò Non è ver che sia la Mafia (The Syndic), nel quale immagina che negli Stati Uniti governati dalla Mafia tutti possano vivere un'esistenza pacifica e felice e che tutto funzioni benissimo, senza burocrazia, tasse e polizia.
Molte opere di fantapolitica letteraria e cinematografica della seconda metà del Novecento hanno invece per tema una terza guerra mondiale (come viene scatenata, oppure evitata, cosa succede subito dopo); tra queste il film Il dottor Stranamore, un film del 1964 prodotto e diretto da Stanley Kubrick, liberamente tratto dal romanzo Red Alert (1958) di Peter George.
Per estensione, nel linguaggio comune e mediatico, si usa il termine fantapolitica nel senso dispregiativo di "politica non realistica", per stigmatizzare un'ipotesi, una teoria o uno scenario politico che si ritiene irrealistico o utopico, illusorio o comunque frutto di un'interpretazione non rigorosa dei fatti.

## Esempi

### Classici

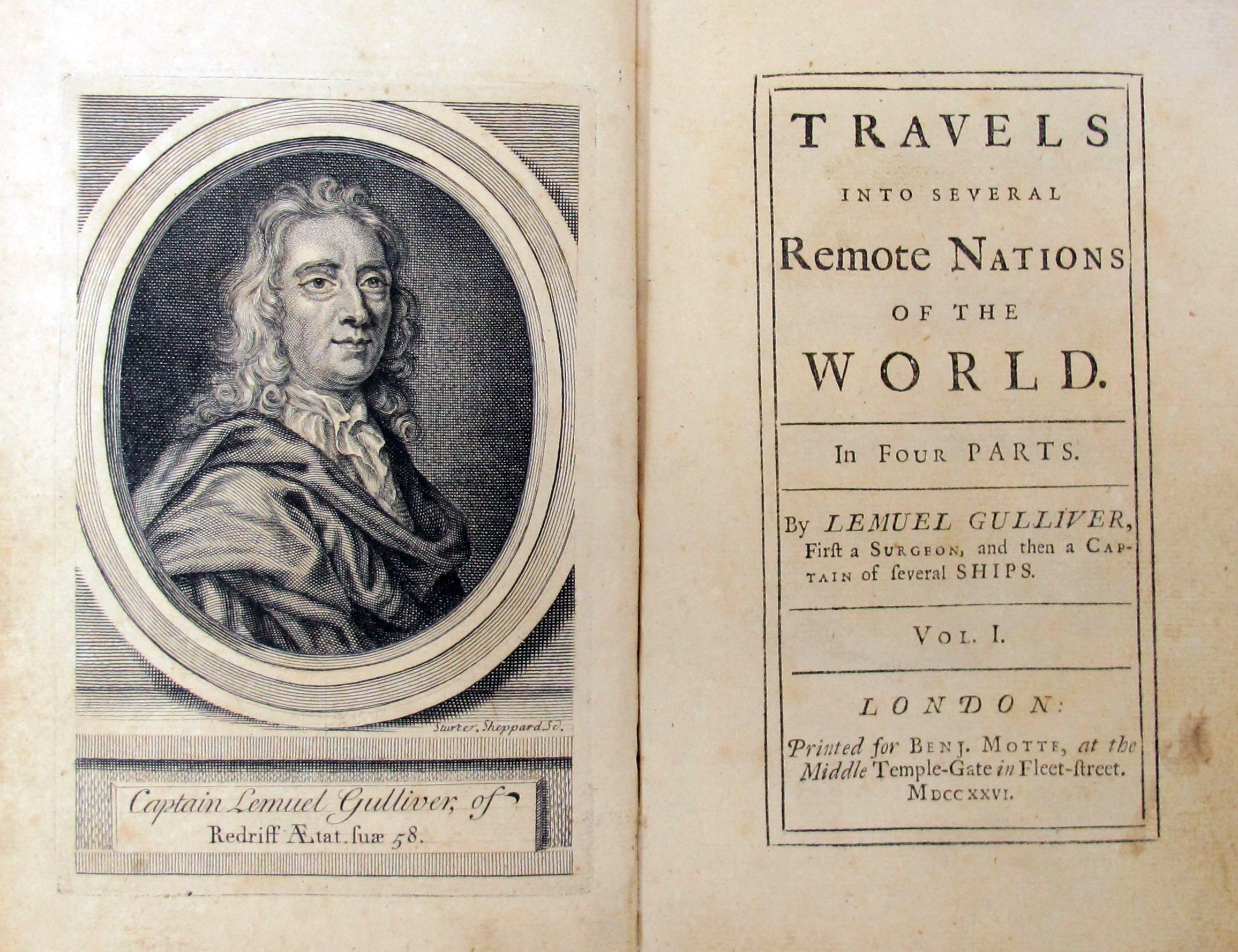
Frontespizio della prima edizione de I viaggi di Gulliver (1726) di Jonathan Swift

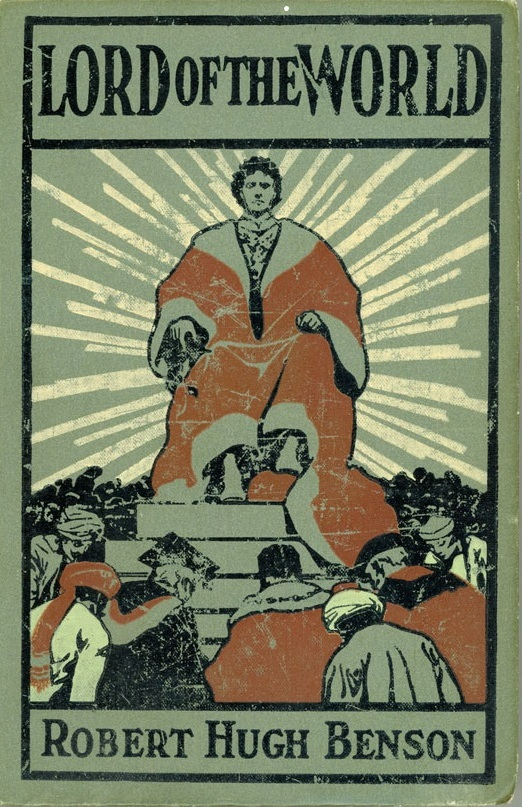
Il padrone del mondo di R. H. Benson (1907)

Tra i classici si citano, a puro titolo esemplificativo:
- La Repubblica (ca. 360 a.C.) di Platone, dialogo filosofico
- Panchatantra (ca. 200 a.C.) di Vishnu Sarma, raccolta favolistica
- Don Chisciotte (1605) di Miguel de Cervantes, romanzo picaresco
- Il pellegrinaggio del cristiano (The Pilgrim's Progress, 1678) di John Bunyan, allegoria religiosa
- I viaggi di Gulliver (1726) di Jonathan Swift, romanzo satirico
- Candido (1759) di Voltaire, racconto filosofico
- The History and Adventures of an Atom (1769) di Tobias Smollett, satira politica
- La capanna dello zio Tom  (1852) di Harriet Beecher Stowe, romanzo anti-schiavista
- Storia filosofica dei secoli futuri (1860) di Ippolito Nievo
- La battaglia di Dorking (The Battle of Dorking, 1871) di George Tomkyns Chesney, romanzo d'invasione
- Così parlò Zarathustra  (1887) di Friedrich Nietzsche, racconto filosofico
- Guardando indietro, 2000-1887 (1888) di Edward Bellamy, storia futura di stampo utopistico socialista
- Il faraone (1895) di Bolesław Prus, romanzo di ambientazione storica da cui è stato tratto l'omonimo film del 1966
- Il padrone del mondo (1907) di Robert Hugh Benson, l'opera parla di un futuro distopico intorno all'anno 2000, dove il mondo è diviso politicamente in tre grandi stati, in cui la religione, e in particolare la religione cattolica, è perseguitata globalmente in tutto l'emisfero, preannunciando l'imminente avvento dell'Apocalisse; questo romanzo fu di notevole ispirazione a George Orwell per il suo futuro romanzo 1984 riprendendone diversi elementi
- Il tallone di ferro (The Iron Heel, 1908) di Jack London, distopia anti-totalitaria
- Lo zar non è morto (1929), romanzo d'avventura fantaspionistico scritto a 20 mani dal “Gruppo dei Dieci”, un collettivo formato da Antonio Beltramelli, Massimo Bontempelli, Lucio D'Ambra, Alessandro De Stefani, Filippo Tommaso Marinetti, Fausto Maria Martini, Guido Milanesi, Alessandro Varaldo, Cesare Viola, Luciano Zuccoli[5].
- Il mondo nuovo (1932) di Aldous Huxley, il romanzo è ambientato nell'anno Ford 632 (corrispondente all'anno 2540) narra di una società tecnologicamente avanzata, fondata sul controllo mentale e sull'eugenetica, dove ogni individualità umana è soffocata.
- Qui non è possibile (It Can't Happen Here, 1935) di Sinclair Lewis, distopia anti-totalitaria
- 1984 di George Orwell (1948-1949), distopia anti-totalitaria
- Il signore delle mosche di William Golding (1954), distopia-fantapolitica

### Fantapolitica negli autori relativamente recenti
- Buona parte delle opere di Robert A. Heinlein
- Il richiamo del corno (The Sound of His Horn, 1952) di Sarban
- Non è ver che sia la Mafia (The Syndic, 1953) di Cyril M. Kornbluth
- La svastica sul sole o L'uomo nell'alto castello (The Man in the High Castle, 1961) di Philip K. Dick
- Un’Arancia a Orologeria, 1962 di Anthony Burgess, romanzo da cui poi è stato tratto, nel 1971, il film Arancia meccanica diretto da Stanley Kubrick
- I reietti dell'altro pianeta (The Dispossessed: An Ambiguous Utopia, 1974) e altre opere di Ursula K. Le Guin
- La Trilogia di Marte (anni 1990) di Kim Stanley Robinson
- Fatherland (1992) di Robert Harris

## Autori

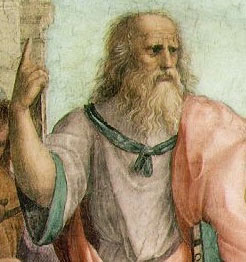
Platone
Tommaso Moro
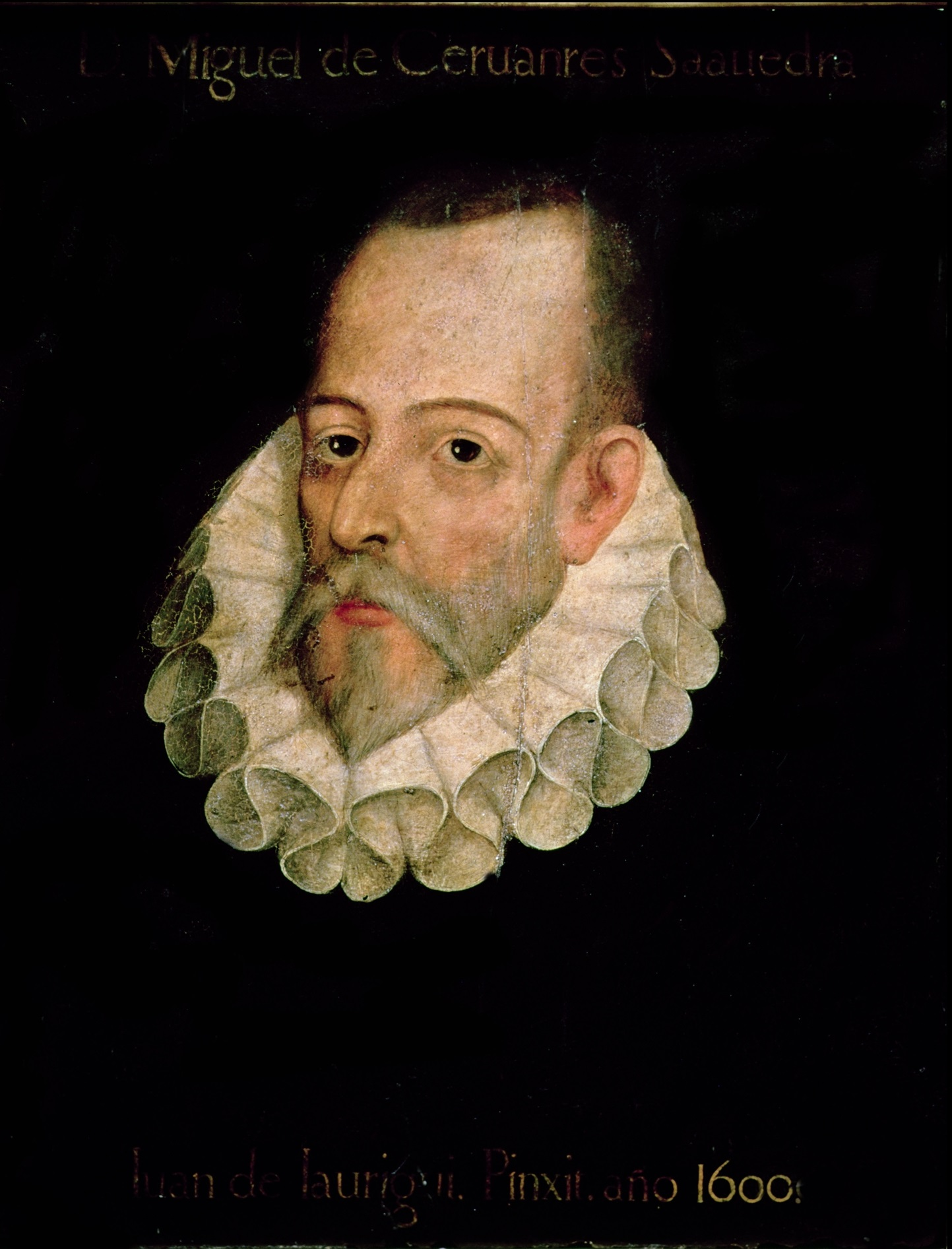
Miguel de Cervantes
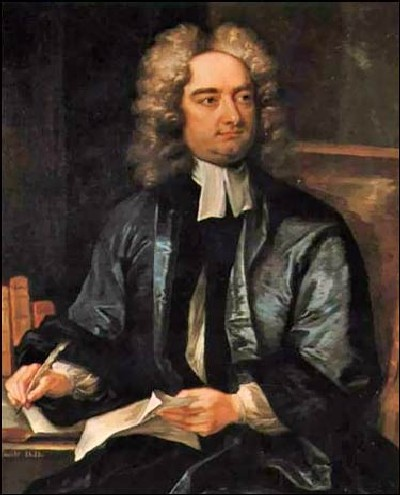
Jonathan Swift
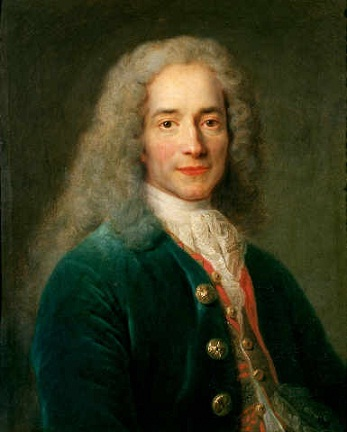
Voltaire
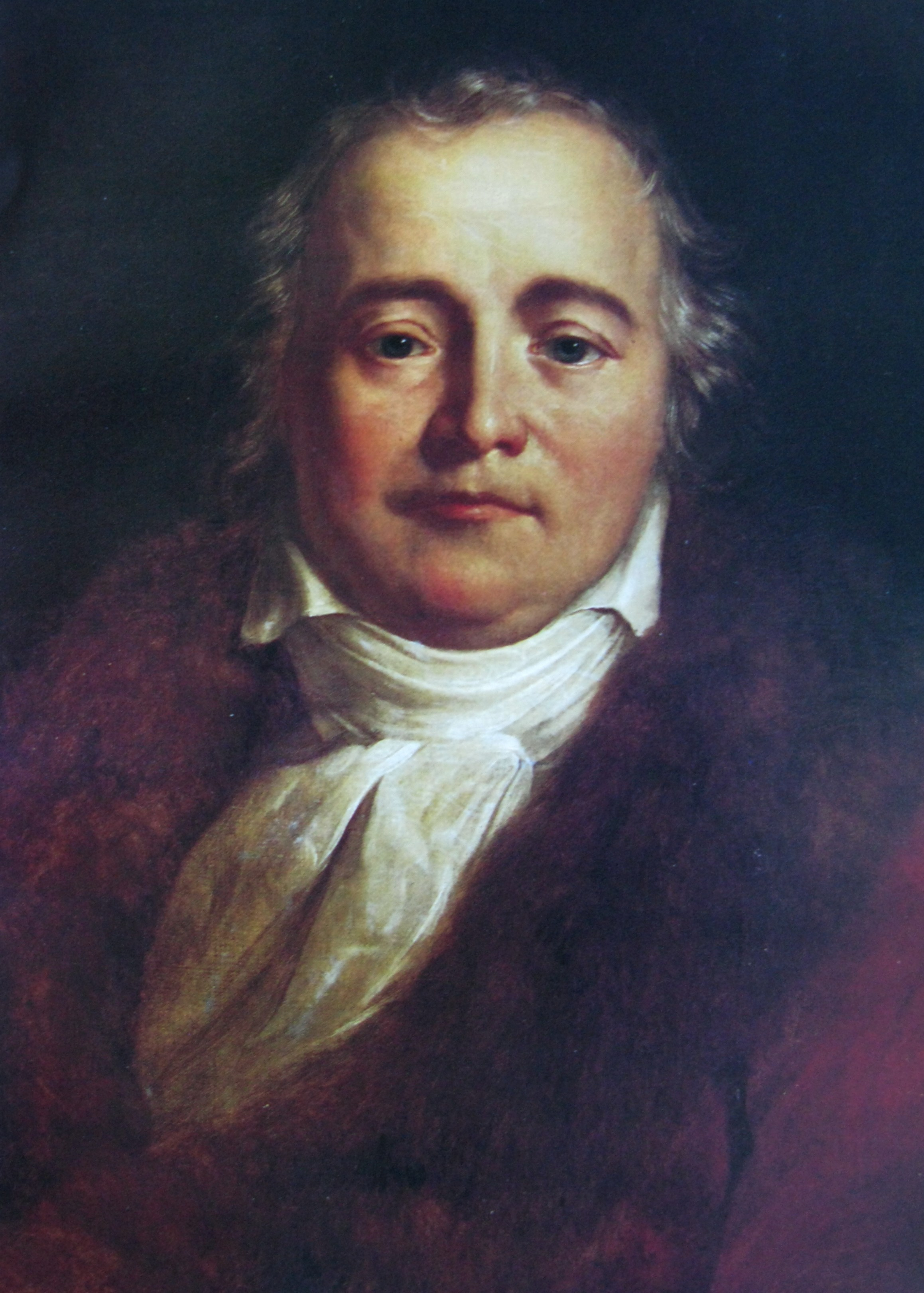
Julian Ursyn Niemcewicz
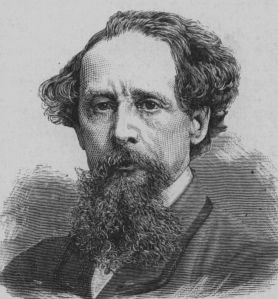
Charles Dickens
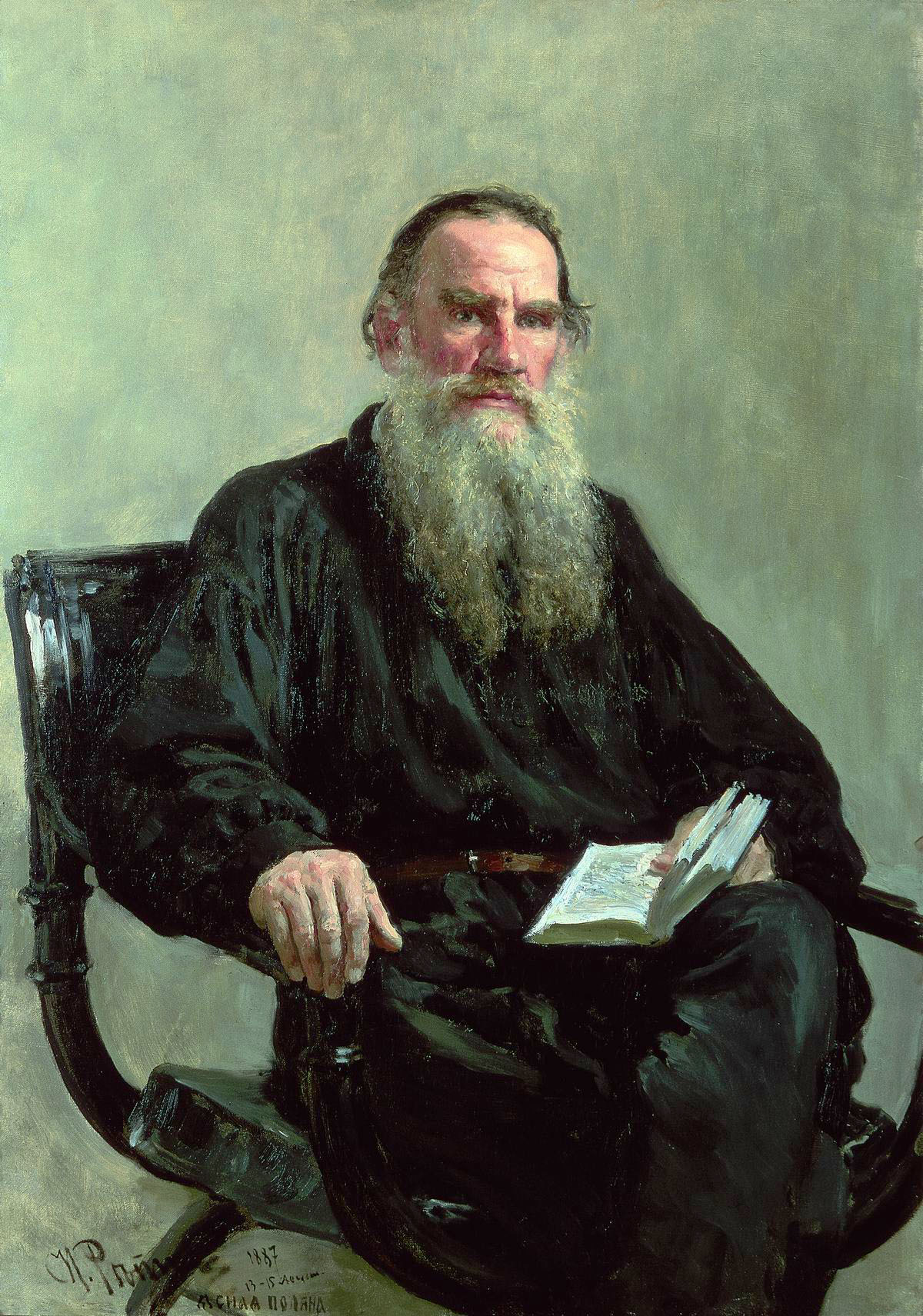
Lev Nikolaevič Tolstoj
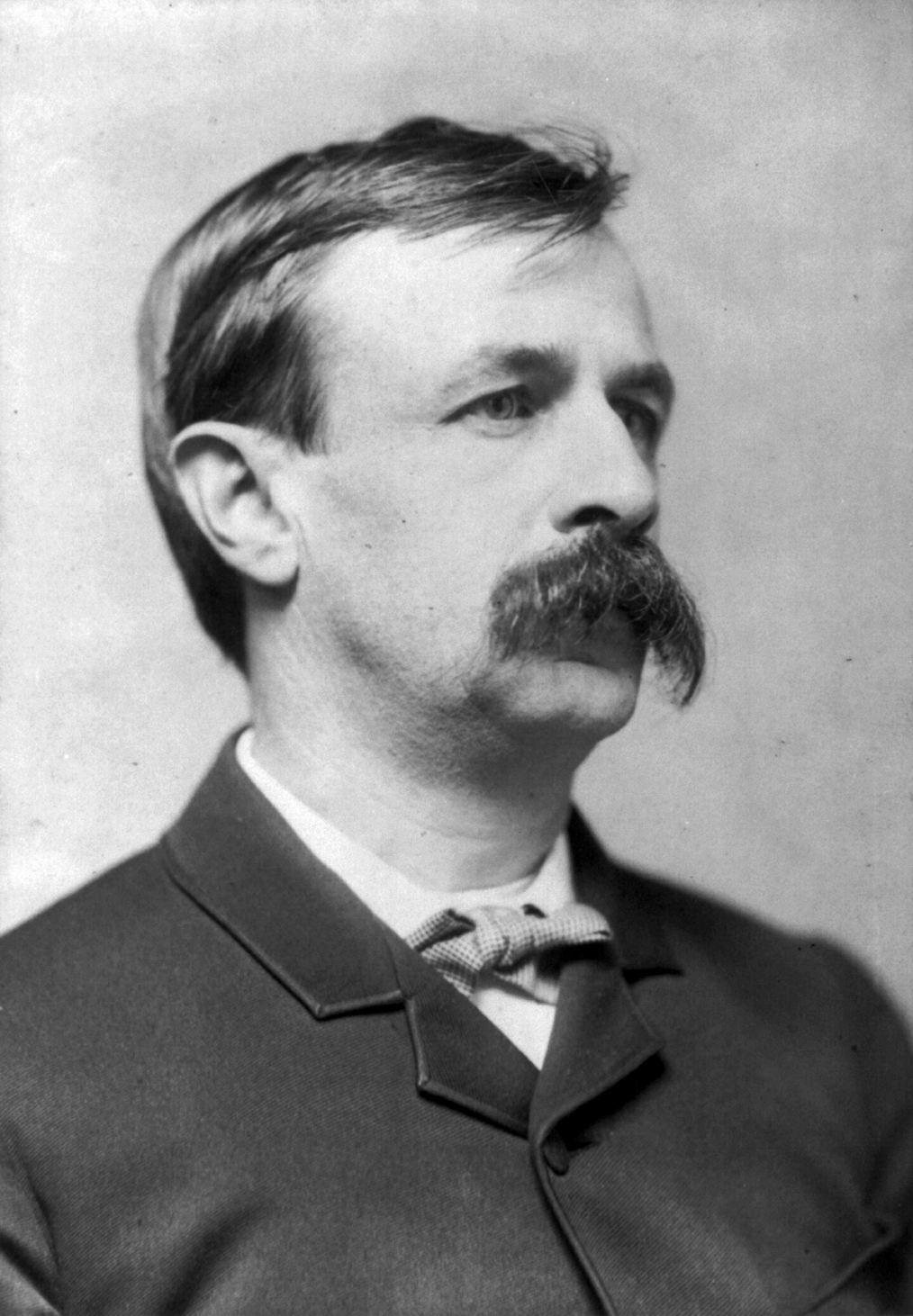
Edward Bellamy
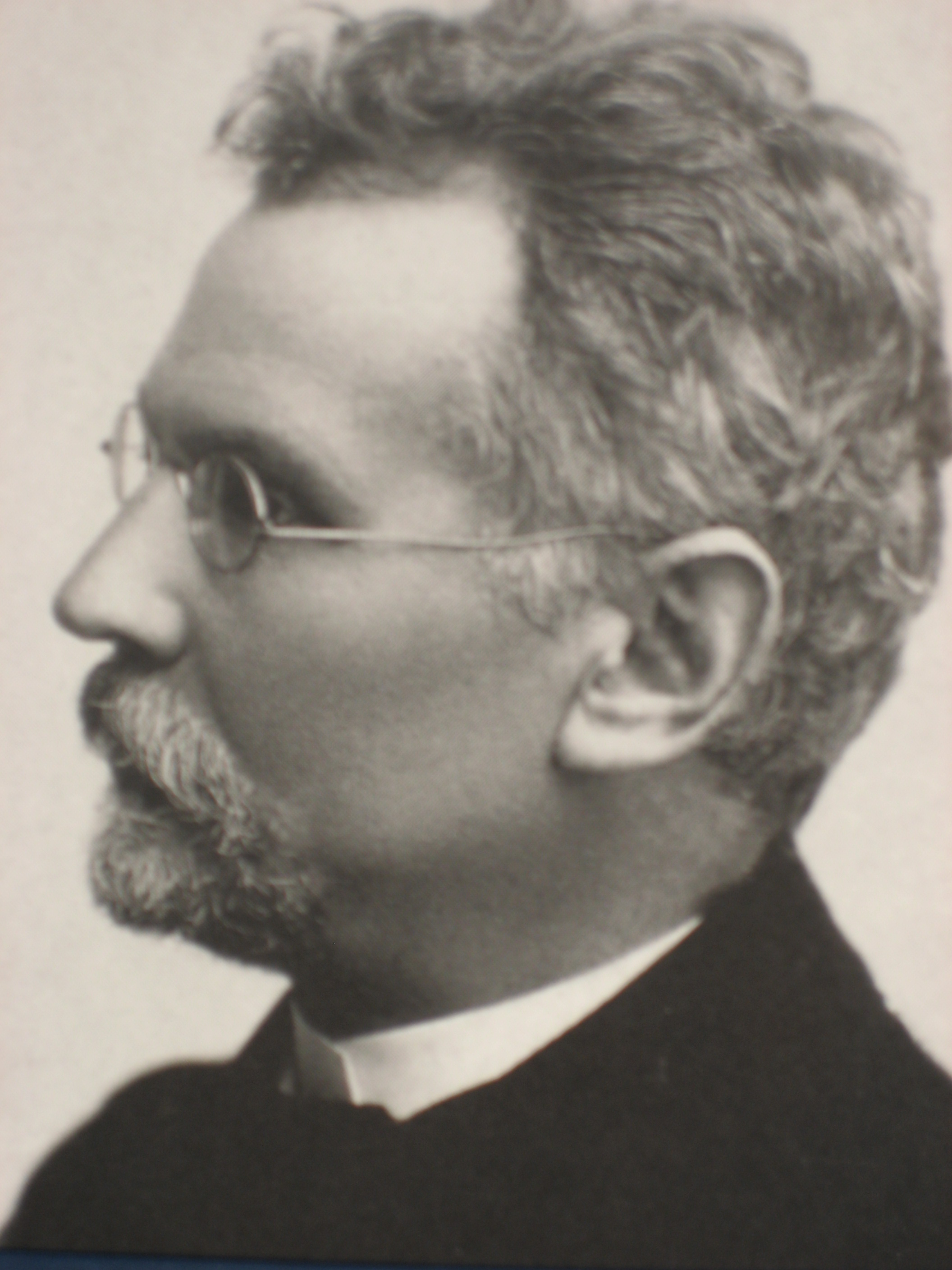
Bolesław Prus
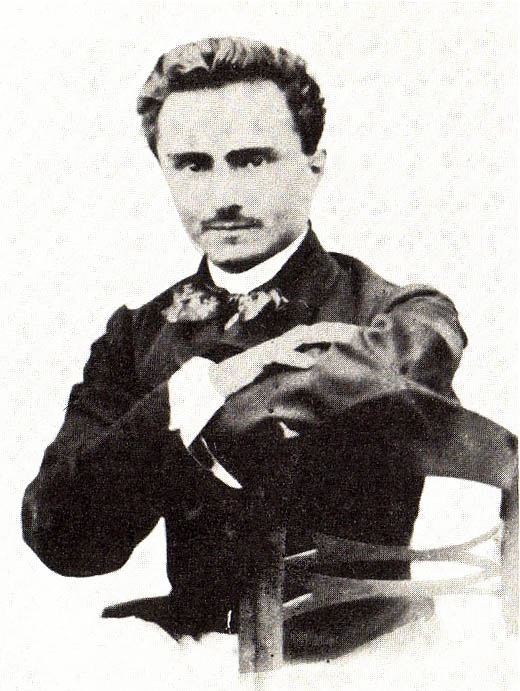
Ippolito Nievo